# Herbier historique de Saint-Oyen
 (juin 2023).
Si vous disposez d'ouvrages ou d'articles de référence ou si vous connaissez des sites web de qualité traitant du thème abordé ici, merci de compléter l'article en donnant les références utiles à sa vérifiabilité et en les liant à la section « Notes et références ».
L'herbier historique de Saint-Oyen est un herbier appartenant à la commune de Saint-Oyen, dans la vallée du Grand-Saint-Bernard, en Italie. Il se trouve dans la bibliothèque communale « Jean-Oyen Mallé ».

## Historique
Cet herbier contient les espèces végétales de la vallée du Grand-Saint-Bernard. Elles ont été recueillies par les chanoines du Grand-Saint-Bernard, renommés pour leur passion pour la botanique.
Oublié pendant longtemps, il a été retrouvé en 1992 après la restauration de la maison forte du Château-Verdun. La réorganisation de l'herbier a demandé beaucoup d'efforts, notamment par la substitution de papiers. Il représente un aperçu de 75 familles de plantes appartenant à flore locale entre la moitié du XIXe et le début du  XXe siècle. Quelques-uns des 2 755 exemplaires originales ont été détruits, mais la plupart est en bon état de conservation.
Le projet de revalorisation a été promu par la commune de Saint-Oyen, par les soins de la communauté de montagne Grand-Combin, avec le titre « Notre patrimoine. L'eau, le pain et le village ». Les fonds ont été affectés dans le cadre du projet LEADER 2000-2006 pour le développement local de la Communauté européenne.